# 小田切昌勝
小田切 昌勝（おだぎり まさかつ）は、江戸時代初期の武将。徳川氏家臣。

## 経歴・人物
元和5年（1619年）、2歳の時に家督を継ぎ小普請となる。のち寛永12年（1635年）大番に列す。